# Seobinggo (métro de Séoul)
Seobinggo (hangeul : 서빙고 ; hanja : 西氷庫) est une station de passagne de la ligne Gyeongui-Jungang du métro de Séoul. Elle est située au 241-11 Seobinggo-dong, 238 Seobinggoro, dans l'arrondissement d'Yongsan-gu à Séoul en Corée du Sud. 

## Situation sur le réseau

Plan du réseau du métro de Séoul (2023)

Établie en surface, Seobinggo, est une station de passage de la ligne Gyeongui-Jungang du métro de Séoul : elle est située entre la station Ichon, en direction du terminus ouest Munsan, et la station Hannam, en direction du terminus est Jipyeong.